# Avirey-Lingey
Avirey-Lingey település Franciaországban, Aube megyében. Lakosainak száma 198 fő (2022. január 1.). Avirey-Lingey Arrelles, Bagneux-la-Fosse, Balnot-sur-Laignes, Pargues, Polisy és Les Riceys községekkel határos.

## Népesség
A település népessége az elmúlt években az alábbi módon változott:
| Lakosok száma | 260  | 225  | 198  | 220  | 217  | 216  | 206  | 200  | 200  | 198  |
|               | 1968 | 1982 | 1990 | 2006 | 2013 | 2015 | 2017 | 2019 | 2020 | 2022 |